# Cimetière juif de Währing

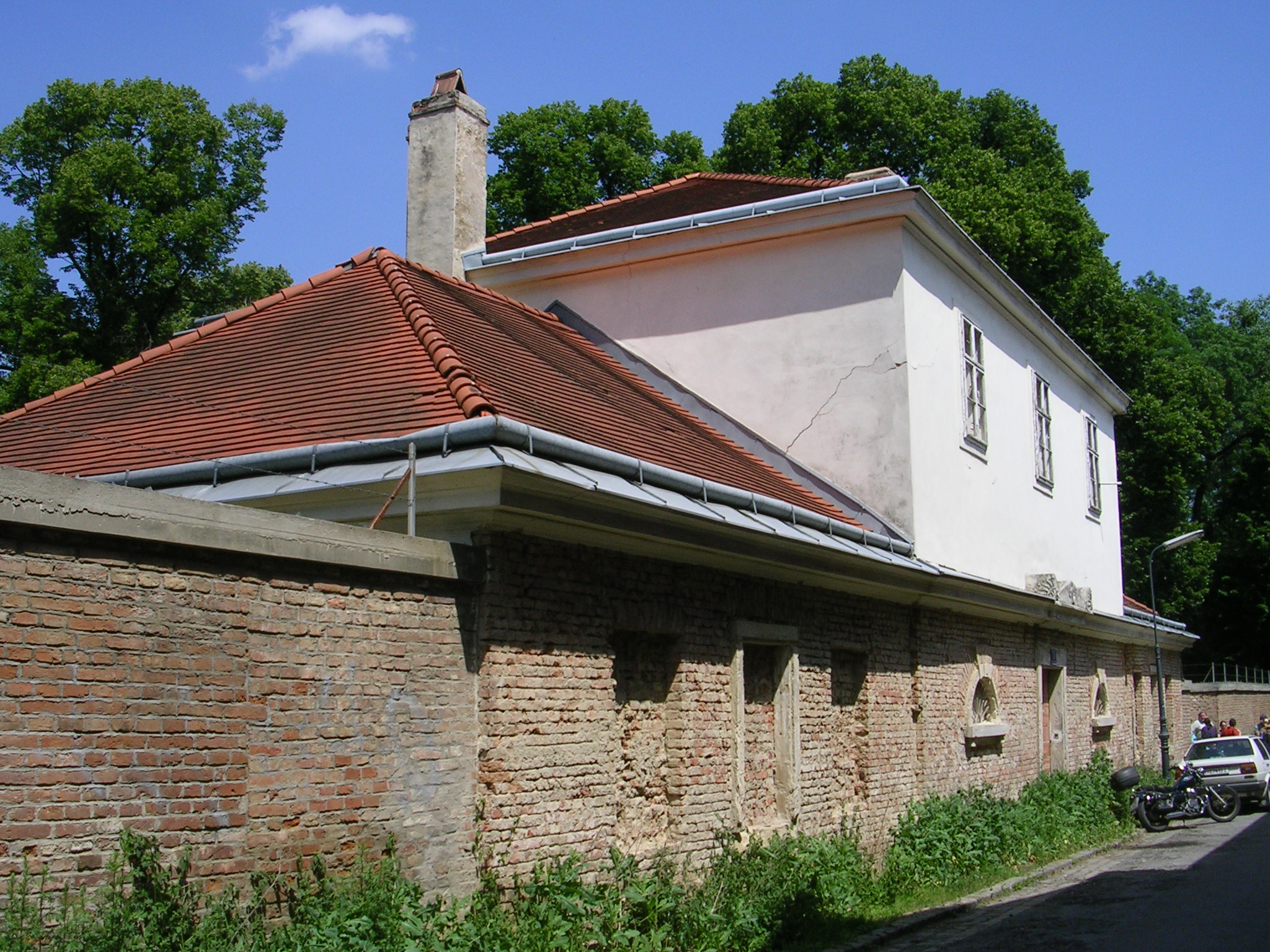
Bâtiment à l'entrée principale, lieu de déroulement de la tahara (2006).

Le cimetière juif de Währing (en allemand : Jüdischer Friedhof Währing ou Israelitischer Friedhof Währing) est le principal lieu de sépulture de la communauté juive de Vienne, l'Israelitische Kultusgemeinde Wien. 
Ouvert en 1784 et il est situé dans le quartier de Währing. À Vienne, le cimetière juif de Währing et le cimetière de St. Marx constituent les deux derniers cimetières construits dans le style Biedermeier. Après une première fermeture dans les années 1880 et sa destruction partielle sous le nazisme, le cimetière juif est aujourd'hui fermé au public. Le cimetière tombe progressivement en ruine. Ses monuments funéraires ainsi que sa végétation envahissante représentent un risque pour les visiteurs. Certains problèmes de responsabilité en résultant ne sont toujours pas réglés. Depuis 2006, la réhabilitation du cimetière est débattue par les experts et les personnalités politiques autrichiennes au niveau fédéral et régional.

## Situation
Lors de la construction du cimetière, le terrain faisait partie du 18e arrondissement viennois Währing. À la suite d'un nouveau découpage des arrondissements, le cimetière fait aujourd'hui partie (malgré son nom) du 19e arrondissement viennois Döbling. L'entrée du cimetière se trouve au numéro 3 de la Schrottenbachgasse.

## Histoire

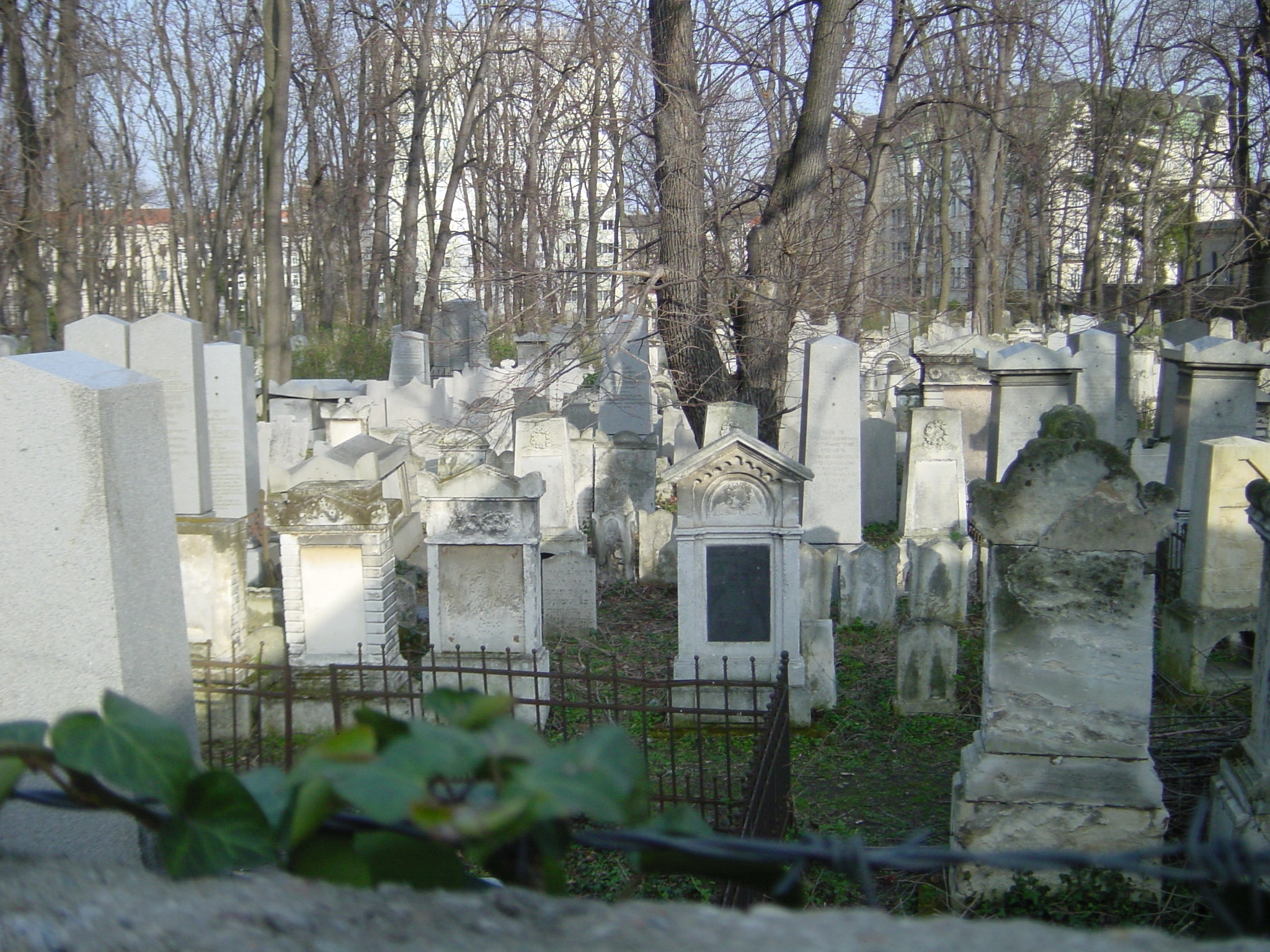
Vue sur le cimetière juif depuis le parc de Währing en se dirigeant vers la Gürtel

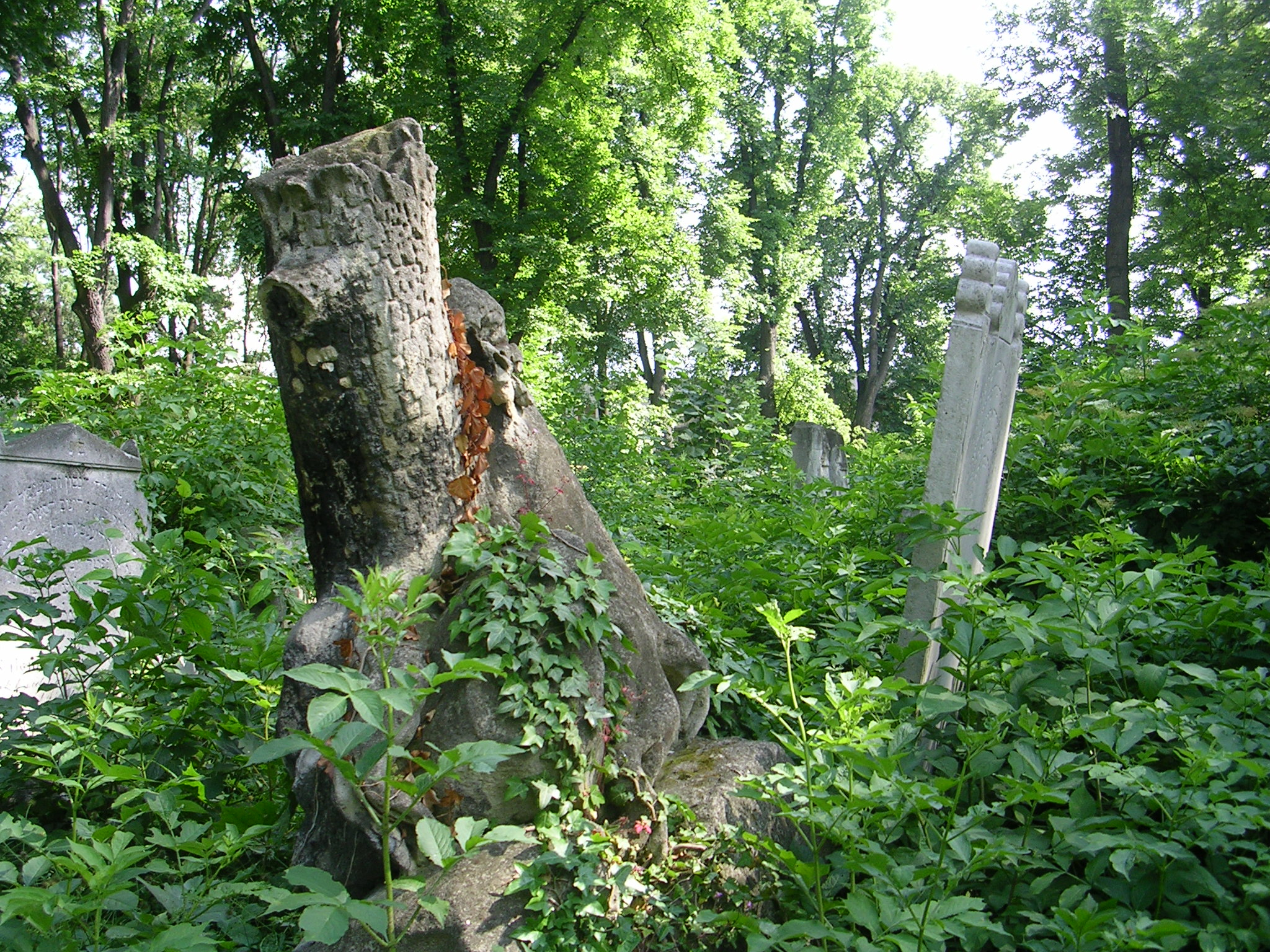
Monument funéraire enveloppant une souche d'arbre

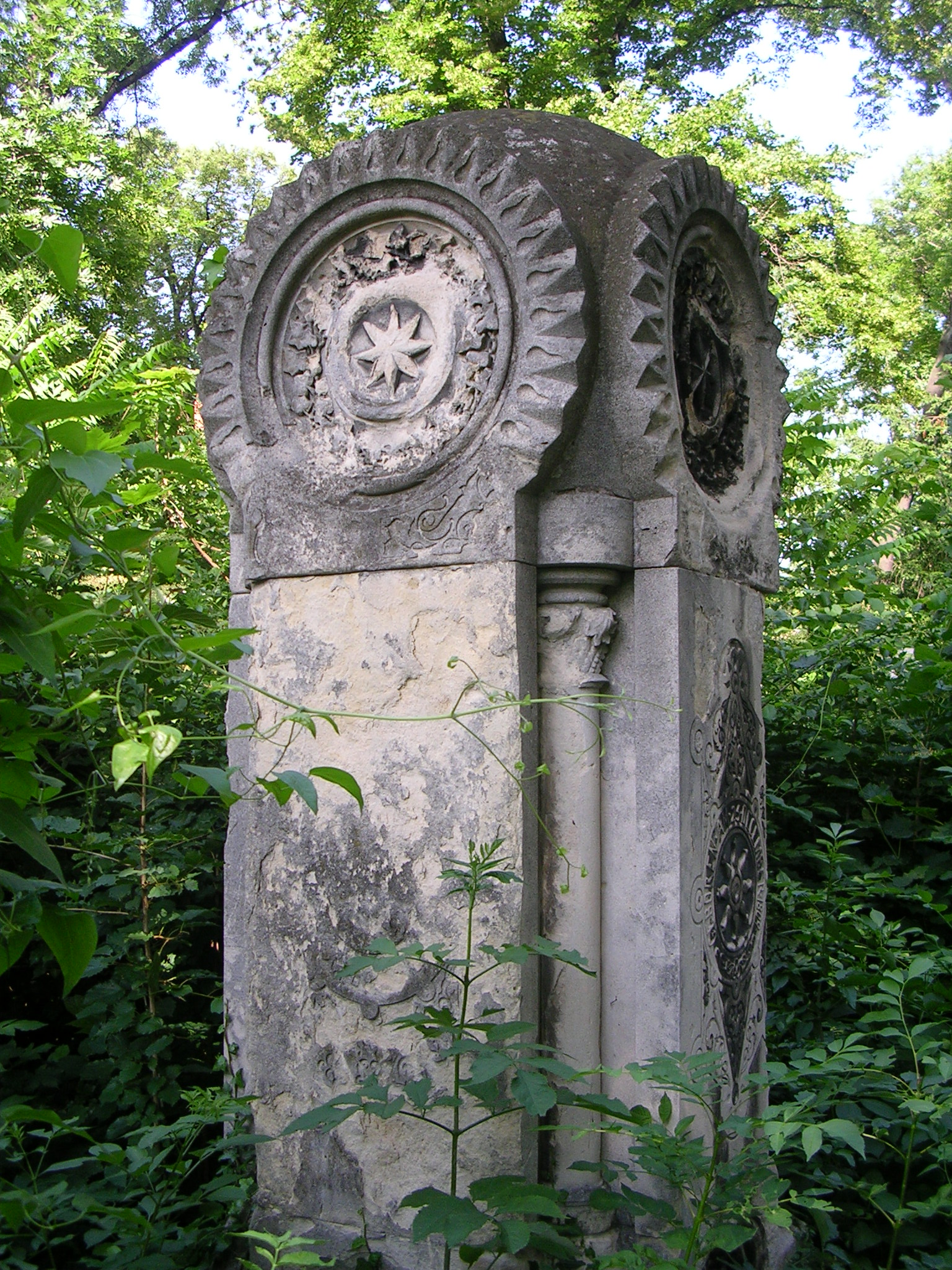
Stèle

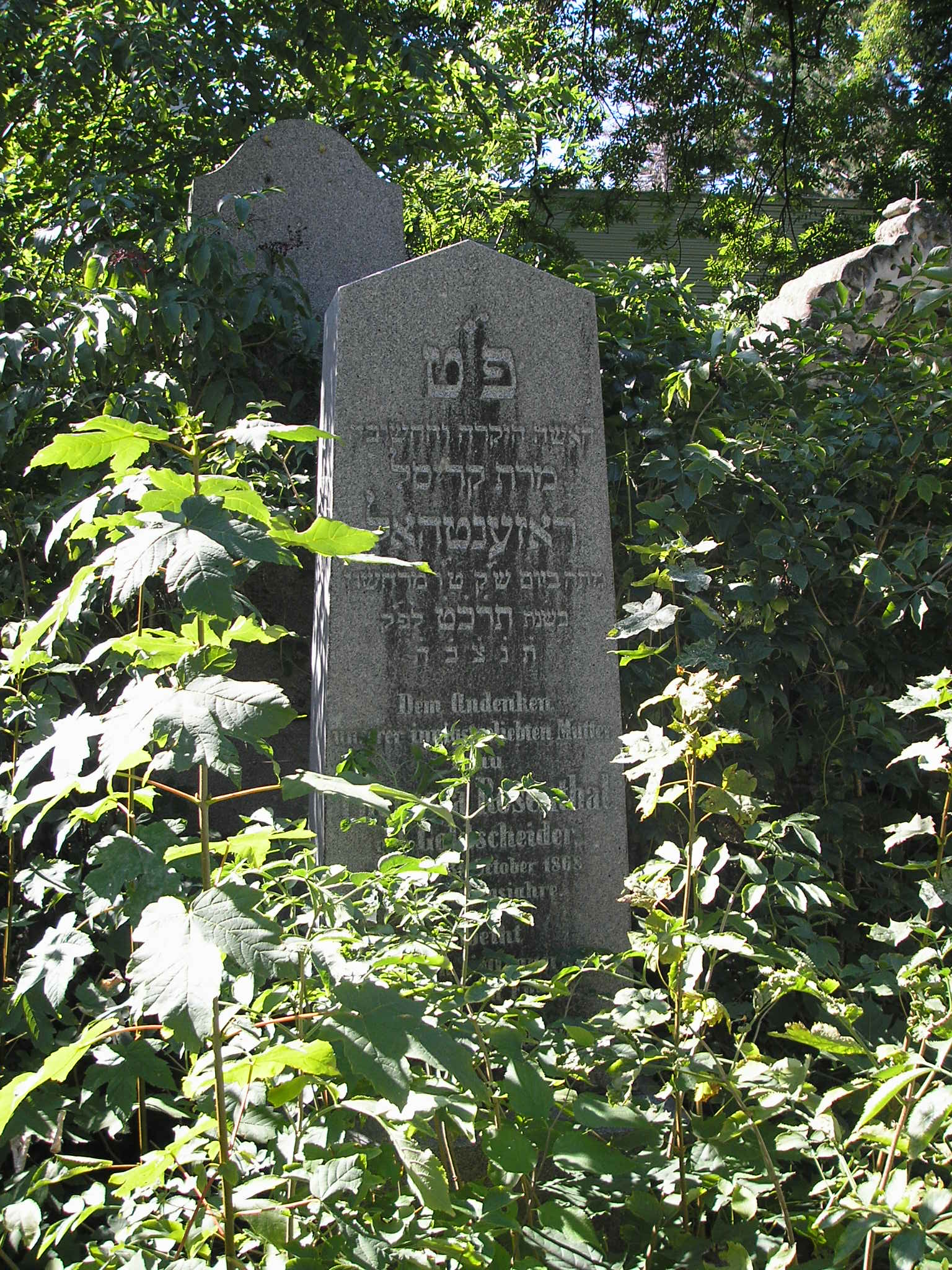
Épitaphe en hébreu sur une stèle

Par mesure d'hygiène, l'empereur Joseph II ordonna la fermeture de tous les cimetières situés à l'intérieur de l'enceinte de Vienne. De nouveaux cimetières furent aménagés au-delà des fortifications afin de remplacer les anciens cimetières locaux souvent situés près des églises paroissiales. La communauté juive fut aussi concernée par cette mesure puisqu'elle avait établi un cimetière dans la Seegasse à Roßau. Le cimetière juif de Roßau dut fermer. En contrepartie, un terrain d'une superficie de deux hectares fut mis à la disposition de la communauté juive en 1784. La même année, elle ouvrit un nouveau cimetière séparé par un mur du cimetière communal de Währing (Allgemeiner Währinger Friedhof) construit peu de temps auparavant. Lors de sa construction, seule la partie du cimetière de Währing située à l'Ouest de l'entrée existait. À la suite d'achats de terrains supplémentaires, le cimetière s'élargit à trois reprises vers l'Ouest, l'Est et le Nord. Entre 8 000 et 9 000 tombes y furent construites et occupées avant qu'une partie du cimetière central de Vienne ne soit dédiée à la communauté juive en 1879. On estime que 30 000 personnes y furent inhumées. Contrairement au cimetière juif de Roßau où l'ensemble des épitaphes sont écrites en hébreu, les inscriptions des pierres tombales du cimetière de Währing sont rédigées en plusieurs langues, la plupart du temps en hébreu ou en allemand. On reporte quelques cas isolés d'inhumations dans des caveaux familiaux jusqu'à la fin des années 1880. 
Le dernier enterrement documenté date de 1911 où un défunt avait été inhumé dans un caveau familial déjà existant. Vers 1900, bien que le cimetière n’ait plus de fonctions, on planta une allée de tilleuls dans sa partie centrale. Selon la tradition juive, les tilleuls situés entre les tombes des « ecclésiastiques » et les autres suppriment symboliquement leur séparation. Ainsi, ils révèlent le grand libéralisme de la communauté juive viennoise de l'époque.
Le cimetière communal de Währing situé juste à côté fut supprimé dans les années 1920 et transformé en parc, le parc de Währing. Contrairement au cimetière communal, le cimetière juif fut conservé, conformément aux lois du judaïsme. Une majeure partie du cimetière fut néanmoins détruite sous le national-socialisme.
Une fois l'intégrité menacée du cimetière rendue publique, le « Conseil juif des Anciens » (Ältestenrat) de Vienne publia un document appelant les membres de la communauté juive à autoriser les exhumations. Ainsi, 120 corps furent exhumés en 1941 et enterrés dans le Cimetière central de Vienne par l’administration chargée des cimetières. Certains d'entre eux étaient de célèbres fondateurs de la communauté juive viennoise ou des rabbins dont l'exhumation avait été demandée par le Conseil juif. Lors de travaux d'excavation destinés à l'aménagement d'un réservoir d’eau d’incendie jamais construit, plus de 2 000 tombes furent détruites. Des membres de la communauté juive viennoise récupérèrent les ossements des excavations. Ils réussirent à organiser l'approvisionnement en essence et le transport des ossements par camion pour les transférer dans le cimetière central de Vienne où ils furent enterrés dans une fosse commune. La terre déblayée lors des travaux d’excavation fut utilisée pour construire la Urban-Loritz-Platz.
En 1942, sur ordre de chercheurs souhaitant réaliser des études raciales, le Conseil juif dut se charger de l'exhumation de 350 corps qui furent remis au Musée d'histoire naturelle de Vienne. Leur restitution et inhumation au cimetière central de Vienne fut imposée en 1947. En 1942, la communauté juive fut également expropriée et forcée à vendre la totalité du cimetière à la ville de Vienne.
Après la Seconde Guerre mondiale, à la suite de négociations longues et pénibles, le cimetière fut restitué à la communauté juive de Vienne. En contrepartie, la ville de Vienne put conserver la partie détruite. Dans les années 1960, elle transforma le terrain acquis à bas prix en terrain constructible et bâtit l’immeuble Arthur-Schnitzler-Hof, un bâtiment en béton préfabriqué typique de l’époque. Pendant la même période, le cimetière commença à tomber en ruine car la communauté juive de Vienne n'avait pas les moyens de financer son entretien. En 2001, l'Autriche s'engagea à participer au financement de l'entretien et de la restauration des cimetières juifs dans le cadre d’un des accords de Washington mais aucune mesure ne fut prise pour réhabiliter le cimetière juif de Währing. Les ressources mises à disposition de la communauté juive de Vienne par l'État autrichien pour l'entretien des cimetières juifs furent allouées aux deux parties du cimetière central de Vienne dédiées à la communauté juive. Les ressources restantes étaient largement insuffisantes pour assurer l'entretien du Cimetière juif de Währing. Même après que Kurt Scholz, le responsable de la restitution des biens, a exprimé sa volonté de transformer le terrain en parc public, les seuls travaux entrepris furent d’abattre les arbres morts. Le parti écologique de Vienne ayant revendiqué la réhabilitation du cimetière, Sepp Rieder (Parti social-démocrate d'Autriche et membre du conseil municipal responsable des finances de l'époque) proposa de créer une fondation à laquelle participeraient l'État fédéral autrichien, la ville de Vienne et des investisseurs privés. Cependant, en juin 2006, le maire de Vienne Michael Häupl revendiqua le financement complet de la réhabilitation du cimetière par l'État fédéral. Selon lui, la participation éventuelle des Länder devait tout au plus être considérée comme des contributions facultatives. Par conséquent, aucune mesure ne fut mise en œuvre. 
Étant donné que l'élagage des arbres ne fut pas entrepris, la tempête Kyrill entraîna la destruction de pierres tombales supplémentaires. Début 2007, la communauté juive de Vienne estima les coûts de rénovation du cimetière à 14 millions d'euros et souhaita transformer l’ancienne maison du gardien du cimetière en lieu de culte. Elle lança une initiative avec l'institut Educult afin de sauver le site à travers la publication d'un livre, d'un calendrier photos et une exposition. De plus, les visites du cimetière se déroulent dorénavant une fois par mois alors qu'elles étaient organisées à intervalles irréguliers auparavant. 
Le 2 mars 2007, le Parti social-démocrate d'Autriche et le Parti populaire autrichien acceptèrent enfin une demande du parti écologique prévoyant l'élimination par la ville de Vienne (services municipaux viennois chargés des espaces verts) des dangers et des dommages les plus importants du cimetière. Cependant, la commune misa fortement sur la participation de l'État fédéral autrichien pour assurer la rénovation et la préservation du site au long terme. Barbara Prammer (Présidente du Conseil national d'Autriche) élabora une solution au problème pour toute l'Autriche, avec l'aide d'un groupe de travail composé de représentants de l'État fédéral autrichien, des Länder et des communes,. 
De novembre 2008 à janvier 2009, le musée Bezirksmuseum Währing organisa une exposition temporaire en collaboration avec le cimetière juif d'Altona à Hambourg,.

## Site et monuments funéraires

### Organisation du cimetière

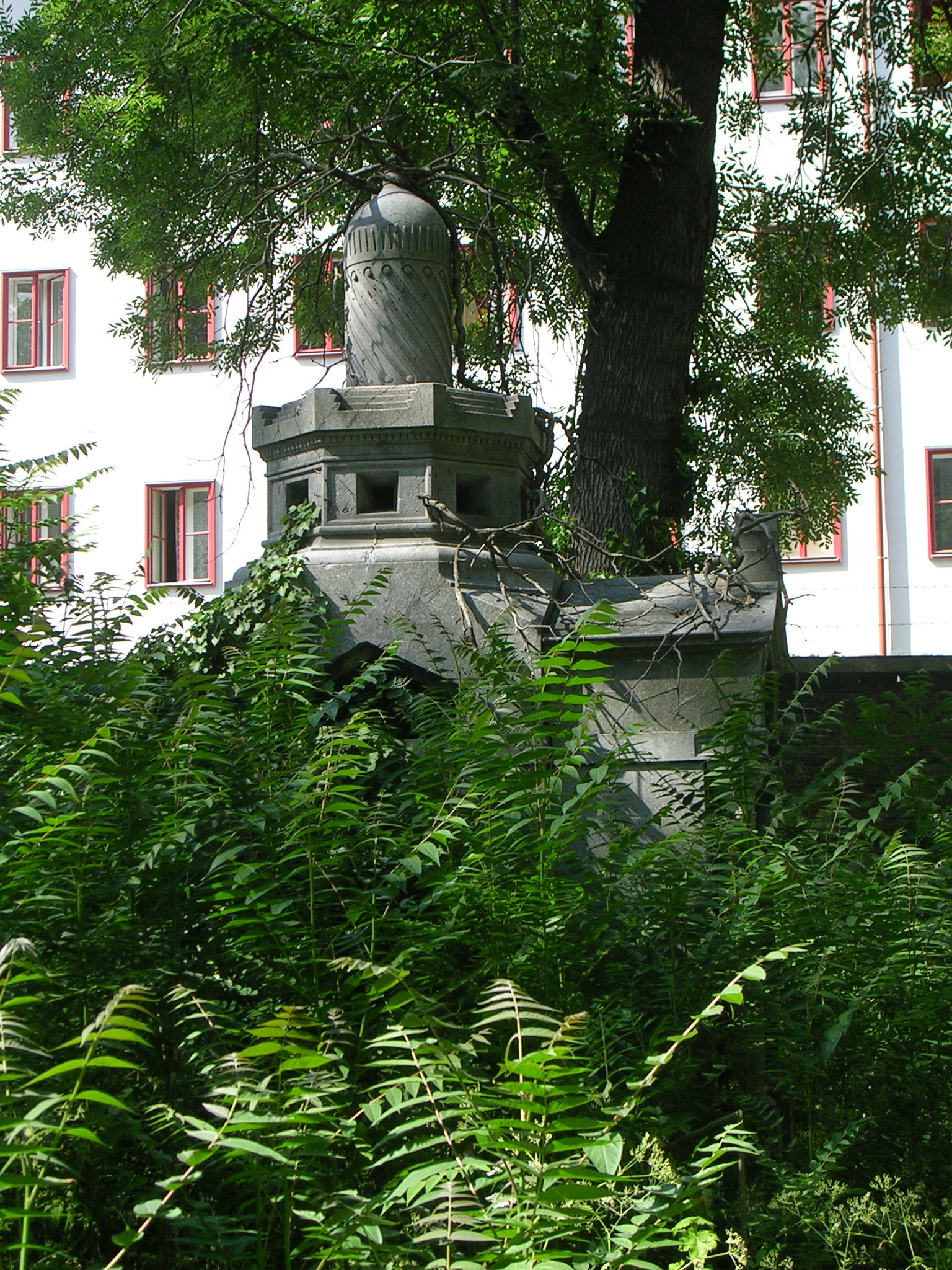
Monument funéraire de la partie du cimetière réservée aux Séfarades

En pénétrant dans le cimetière par l'entrée se trouvant dans la Schrottenbachgasse, on aperçoit à gauche, directement le long de la rue, le bâtiment où se déroulait autrefois la tahara (rituel de purification). Cette construction conçue par Joseph Kornhäusel appartient au style architectural du néo-classicisme. Elle est aujourd'hui murée côté rue mais bien conservée dans sa forme originale. Au moment de sa création, le cimetière n’était constitué que de la partie située à gauche de l’entrée qui est la plus ancienne. Elle est séparée des parties plus récentes par une allée de tilleuls. Dans la partie la plus ancienne du cimetière, on découvre les monuments funéraires des notables telles que Fanny von Arnstein et la famille Epstein. Dans la partie nord du cimetière, des deux côtés de l'allée principale, se trouvent les tombes des Séfarades. Celles des membres du clergé se situent le long de l'allée principale. Les personnes appartenant aux couches sociales plus modestes ont été enterrées dans une partie du cimetière plus récente, acquise en 1856. Du fait de l'utilisation de matériaux peu coûteux, leurs tombes ont été plus fortement détériorées par les conditions météorologiques. Dans cette partie du cimetière, on découvre également une zone réservée aux jeunes enfants et aux femmes mortes en couches. Les caveaux familiaux des personnalités juives influentes ou anoblies se trouvent la plupart du temps le long des murs du cimetière.

### Tombes des Séfarades
Au XVIIIe siècle, il était fondamentalement interdit aux Juifs de s'installer à Vienne. Les Séfarades en provenance de l'Empire ottoman constituaient une exception : le traité de Passarowitz rendait leur séjour légal en tant que sujets ottomans. En 1885, ils bâtirent un temple dans un style oriental : le temple turc (türkischer Tempel). Grâce aux Séfarades, Vienne devint un centre important pour le commerce avec l'Orient, entre l'Empire ottoman et les communautés séfarades d'Amsterdam, de Hambourg et de Copenhague. Le rapport des Séfarades à l'Empire ottoman est également reflété par les monuments funéraires du cimetière juif de Währing. En plus du style architectural et de l'ornementation de type oriental des stèles, les tombeaux rappelant des maisons miniatures ont une importance unique en Europe centrale.

### Tombes de personnalités

#### Tombes de la Famille von Arnstein

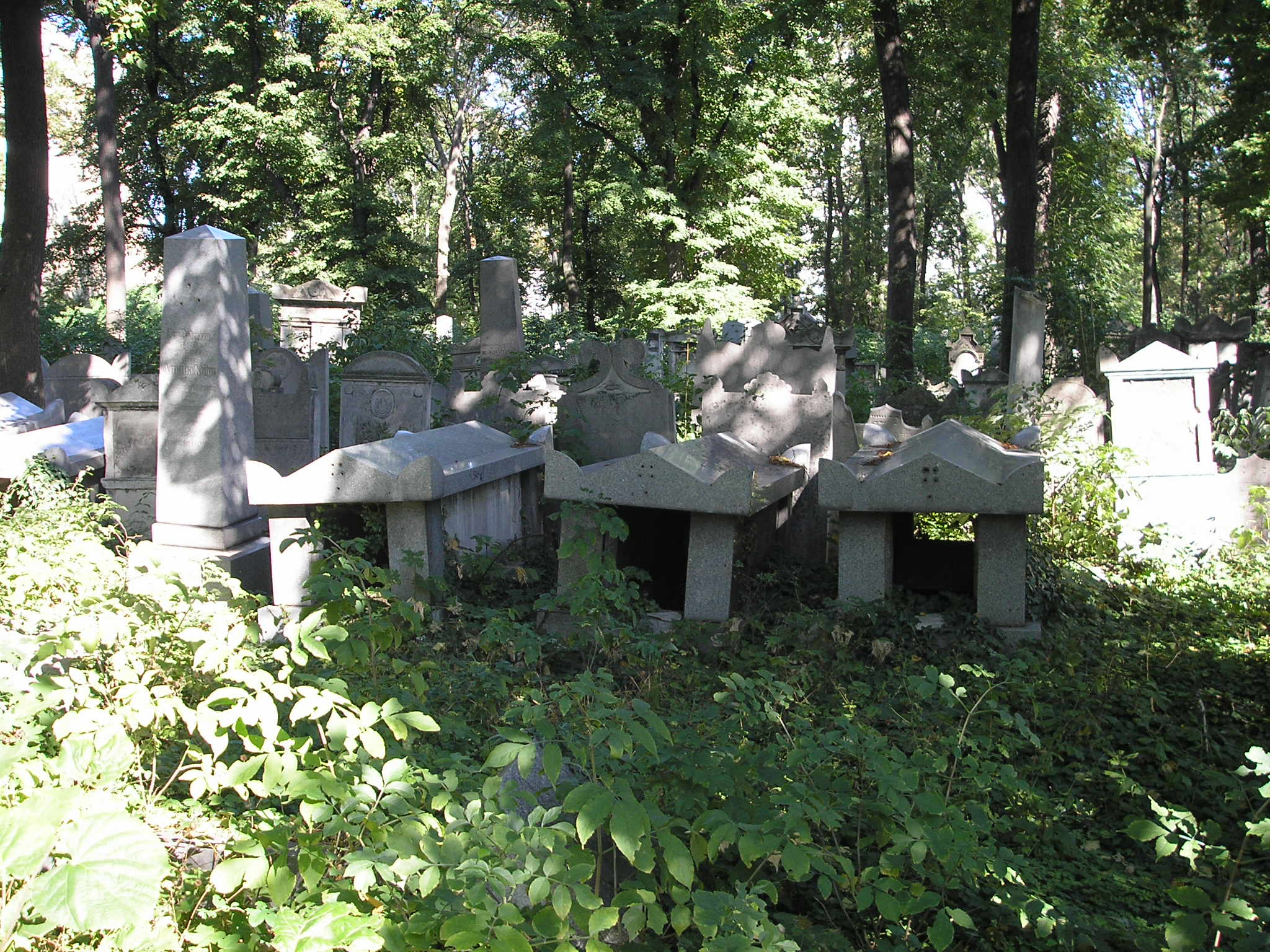
Tombes profanées des familles Arnstein et Eskeles

Fanny von Arnstein (1758-1818) était la fille du rabbin et Juif de cour berlinois Daniel Itzig. Elle épousa un membre d'une famille viennoise aisée de Juifs de cour. Nathan Adam Freiherr von Arnstein (1748-1838), son époux, était enterré dans le cimetière juif jusqu'en 1941. Il était banquier, grand commerçant, diplomate et obtint la fin des limitations en matière de logement pour les membres de la communauté juive.
Aucune des listes d'exhumation connues ne mentionne les ossements de Fanny von Arnstein. Ils ne furent pas non plus transférés au Musée d'histoire naturelle pour des études raciales. Sa dépouille fut très certainement inhumée dans une tombe familiale construite pour huit membres de sa famille en 1947.

#### Caveau familial Epstein-Teixeira de Matto
Les membres de la famille de l'entrepreneur Gustav Ritter von Epstein (1827–1879) furent inhumés dans ce caveau. Gustav Ritter von Epstein était un grand banquier qui a notamment participé à la fondation de l'entreprise ferroviaire Kaiser-Ferdinands-Nordbahn. En 1870, il fit construire le palais Epstein sur la Ringstraße qu'il dut plus tard vendre à la suite de la crise bancaire de mai 1873. Il ne fut pas enterré dans ce caveau familial mais dans la partie consacrée à la communauté juive du cimetière central de Vienne, aménagée entre 1877 et 1879.

#### Sépulture Siegfried Philipp Wertheimber

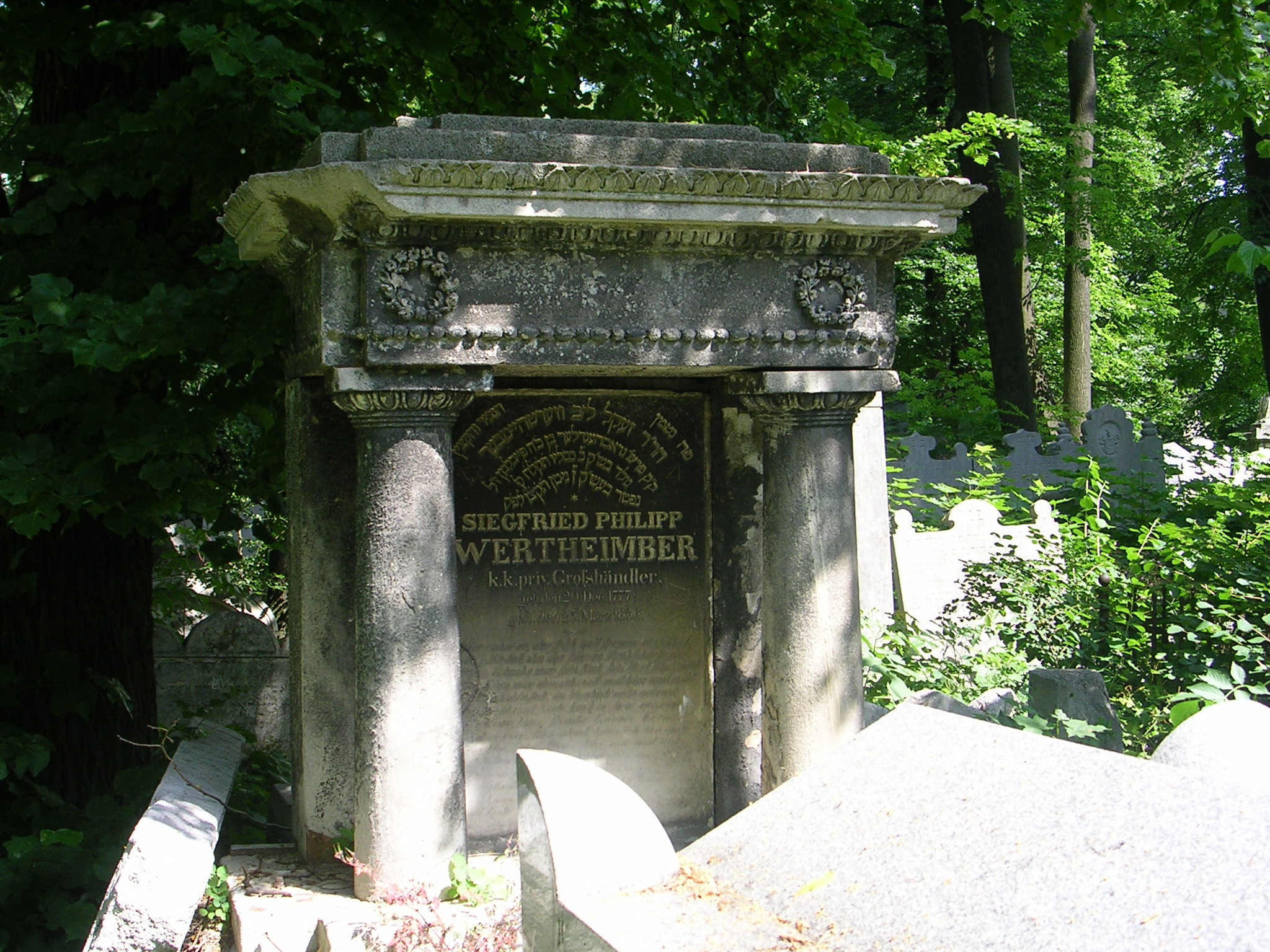
Tombeau dans un style égyptien

La sépulture du célèbre Siegfried Philipp Wertheimber (1777–1836) est de grande valeur avec ses colonnes construites dans un style égyptien. Siegfried Philipp Wertheimber faisait partie de ce que l'on appelait les Juifs tolérés, des membres de la communauté juive qui avaient bénéficié d'une autorisation spéciale de séjour. L'Édit de tolérance de Joseph II permit ces autorisations spéciales. Une fois qu'un membre de la communauté juive avait obtenu cette autorisation, de nombreuses personnes de son entourage et considérées officiellement comme membres de sa famille pouvaient obtenir une autorisation de séjour dans la ville de Vienne. Le nombre de Juifs tolérés par famille pouvait ainsi atteindre jusqu'à 200 personnes.

#### Caveau familial Königswarter

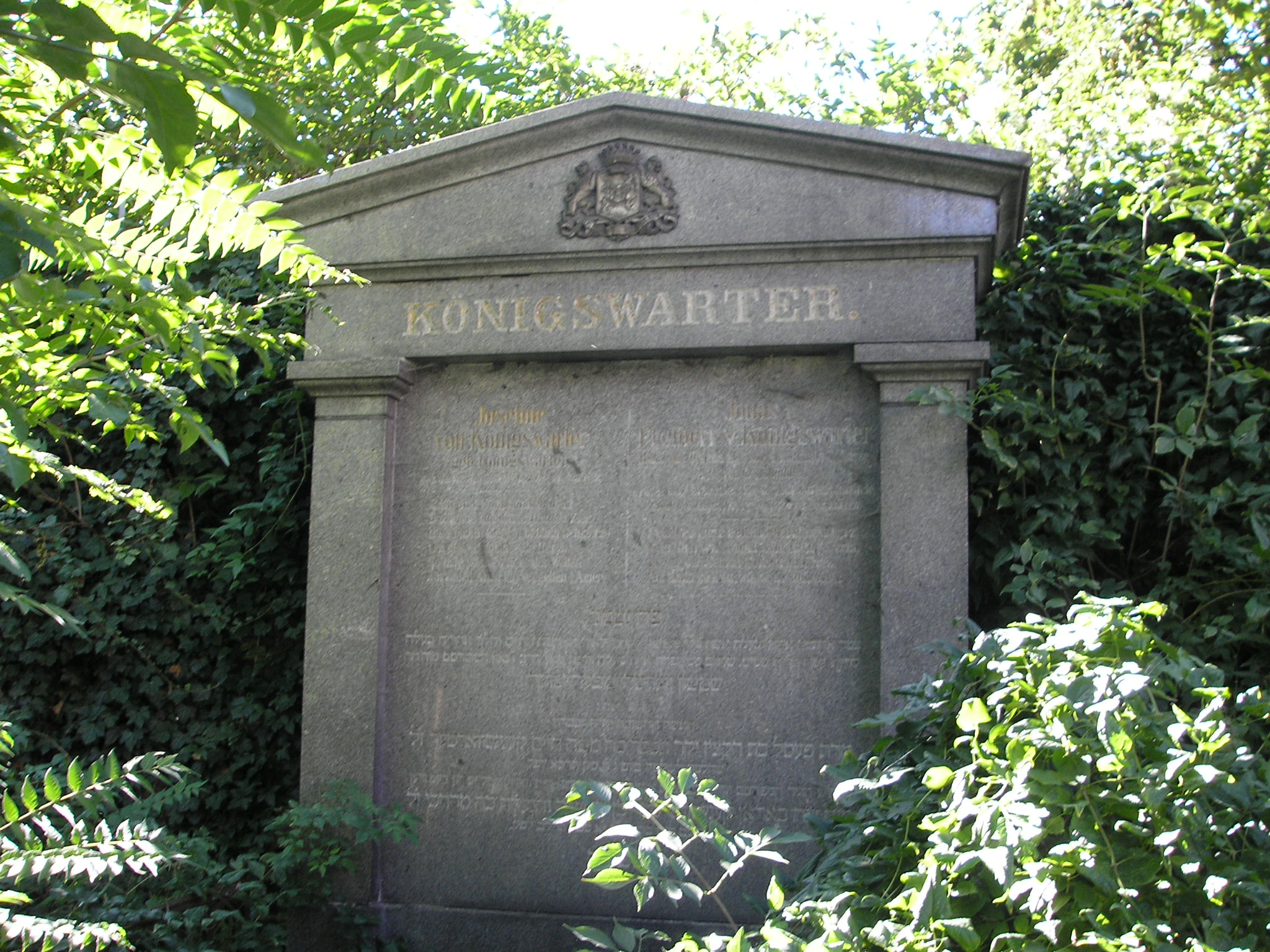
Caveau familial Königswarter

La famille de Jonas Freiherr von Königswarter (1807–1871) repose dans ce caveau. Il faisait partie des Juifs tolérés et portait le titre officiel de Fournisseur de la Cour conféré par l’empire d'Autriche aux entreprises jouant un rôle clé pour son industrie. Il était banquier et président de la communauté juive de Vienne. Sa femme Josefine (1811–1861) dirigeait l'Association des femmes israélites de la ville.

#### Autres personnalités
- Bernard von Eskeles (1753-1839), banquier
- Isaac Löw Hofmann (1759-1849), commerçant
- Salomon Hermann Mosenthal (1821-1877), dramaturge
- Ludwig Van Beethoven (1770-1827), compositeur : tombe transférée en 1888 au cimetière central de Vienne
- Franz Schubert (1797-1828), compositeur : tombe transférée en 1888 au cimetière central de Vienne

## Préservation du cimetière
Étant donné que la plupart des parents des personnes enterrées dans le cimetière sont mortes victimes de l'Holocauste ou ont émigré à l'étranger, plus personne ne s'occupe des tombes. En raison de fonds restreints, même la communauté juive de Vienne ne peut prendre en charge la préservation du cimetière que de manière limitée. L'état du cimetière est désastreux car peu voire aucun fonds n'ont été fournis par la ville de Vienne et la République d'Autriche à la communauté juive. Actuellement, le cimetière ne peut qu'être visité après signature d'une décharge de responsabilité envers la communauté juive. En effet, les arbres n'ont pas été abattus depuis de nombreuses années et certains caveaux sont en partie ouverts. Le président de la communauté juive de Vienne Ariel Muzicant et le responsable viennois de la restitution des biens Kurt Scholz estiment qu'une rénovation du cimetière qui permettrait des visites en toute sécurité coûterait entre 400 000 et 800 000 euros. 
L'élagage des arbres les plus vieux est pratiquement la seule mesure prise pour la préservation du cimetière ces dernières années. Une végétation incontrôlée, broussailles et arbustes, empêche l'accès à certaines parties du cimetière. De plus, la formation de drageons entraîne un déplacement des monuments funéraires et leur effondrement. Les branches pourries qui craquent et les arbres qui tombent détruisent de plus en plus de tombes. Les facteurs environnementaux tels que les pluies acides, le gel et la végétation foisonnante détériorent fortement les monuments funéraires du cimetière. Les actes de profanation par des membres du mouvement d’extrême droite qui détruisent la surface en grès des tombes, ont également contribué à la détérioration du cimetière. C'est pourquoi, la communauté juive viennoise a sécurisé l'accès au cimetière en renforçant son enceinte par des fils barbelés et des morceaux de verre.